# Дипалладийпентаевропий
Дипалладийпентаевропий — бинарное неорганическое соединение, интерметаллид
палладия и европия
с формулой Eu5Pd2,
кристаллы.

## Получение
- Сплавление стехиометрических количеств чистых веществ:

{\displaystyle {\mathsf {2Pd+5Eu\ {\xrightarrow {610^{o}C}}\ Eu_{5}Pd_{2}}}}

## Физические свойства
Дипалладийпентаевропий образует кристаллы
моноклинной сингонии,
пространственная группа C 2/c,
параметры ячейки a = 1,7299 нм, b = 0,6985 нм, c = 0,7919 нм, β = 97,25°, Z = 4,
структура типа дикарбида пентамарганца Mn5C2
.
Соединение образуется по перитектической реакции при температуре 610°C.